# Юнас Терн
Юнас Терн (швед. Jonas Thern, нар. 20 березня 1967, Фальчепінг) — шведський футболіст, що грав на позиції півзахисника. По завершенні ігрової кар'єри — футбольний тренер. Гравець та багаторічний капітан національної збірної Швеції. Найкращий шведський футболіст 1989 року.
Дворазовий чемпіон Швеції. Чемпіон Португалії.

## Клубна кар'єра
Народився 20 березня 1967 року в місті Фальчепінг. Вихованець футбольної школи клубу «Вернамо».
У дорослому футболі дебютував 1985 року виступами за команду клубу «Мальме», в якій провів два сезони, взявши участь у 37 матчах чемпіонату.
Згодом з 1988 по 1989 рік грав у складі команд клубів «Цюрих» та «Мальме».
Своєю грою за останню команду привернув увагу представників тренерського штабу португальської «Бенфіки», до складу якого приєднався 1989 року. Відіграв за лісабонський клуб наступні три сезони своєї ігрової кар'єри. Більшість часу, проведеного у складі «Бенфіки», був основним гравцем команди. За цей час виборов титул чемпіона Португалії.
1992 року уклав контракт з італійським «Наполі», у складі якого провів наступні два роки своєї кар'єри гравця. Граючи у складі «Наполі» також здебільшого виходив на поле в основному складі команди.
З 1994 року три сезони захищав кольори команди клубу «Рома».
1997 року перейшов до шотландського «Рейнджерс», за який відіграв трохи більше одного сезону. Завершив професійну кар'єру футболіста виступами за «Рейнджерс» у 1998 році.

## Виступи за збірну
1987 року дебютував в офіційних матчах у складі національної збірної Швеції. Протягом кар'єри у національній команді, яка тривала 11 років, провів у формі головної команди країни 75 матчів, забивши 6 голів. З 1991 року був капітаном національної команди Швеції.
У складі збірної був учасником чемпіонату світу 1990 року в Італії, домашнього для шведів чемпіонату Європи 1992 року, а також чемпіонату світу 1994 року у США, на якому команда здобула бронзові нагороди.

## Кар'єра тренера
Розпочав тренерську кар'єру невдовзі по завершенні кар'єри гравця, 2000 року, очоливши тренерський штаб клубу «Вернамо».
Протягом 2002–2003 років був головним тренером команди клубу «Гальмстад». 2010 знову на нетривалий час повертався до керівництва командою «Вернамо».

## Титули і досягнення

### Командні
- Чемпіон Швеції (5):

«Мальме»:  1985, 1986, 1987, 1988, 1989
- Володар Кубка Швеції (2):

«Мальме»:  1986, 1988
- Чемпіон Португалії (1):

«Бенфіка»:  1991
- Володар Суперкубка Португалії (1):

«Бенфіка»:  1989
- Чемпіон Шотландії (1):

«Рейнджерс»:  1999
- Бронзовий призер чемпіонату світу: 1994

### Особисті
- Найкращий шведський футболіст року (1):

1989